# Minardi PS02
O PS02 é o modelo da Minardi da temporada de 2002 da Fórmula 1. Condutores: Alex Yoong, Mark Webber e Anthony Davidson. 
O PS02 demonstrou ser pouco competitivo, sendo o melhor resultado obtido em toda a temporada o 5º lugar de Mark Webber no Grande Prêmio da Austrália.

## Resultados[2]
(legenda) 
| Ano  | Chassis | Motor             | Pneus | N° | Pilotos          | 1   | 2   | 3   | 4   | 5   | 6   | 7   | 8   | 9   | 10  | 11  | 12  | 13  | 14  | 15  | 16  | 17  | Pontos | Posição |  |
| ---- | ------- | ----------------- | ----- | -- | ---------------- | --- | --- | --- | --- | --- | --- | --- | --- | --- | --- | --- | --- | --- | --- | --- | --- | --- | ------ | ------- |  |
|      |         |                   |       |    |                  |     |     |     |     |     |     |     |     |     |     |     |     |     |     |     |     |     |        |         |  |
|      |         |                   |       |    |                  | AUS | MAL | BRA | SMR | ESP | AUT | MON | CAN | EUR | GBR | FRA | GER | HUN | BEL | ITA | USA | JPN |        |         |  |
| 2002 | PS02    | Asiatech AT02 V10 | M     | 22 | Alex Yoong       | 7   | Ret | 13  | NQ  | DNS | Ret | Ret | 14  | Ret | NQ  | 10  | NQ  |     |     | 13  | Ret | Ret | 2      | 9º      |  |
| 2002 | PS02    | Asiatech AT02 V10 | M     | 22 | Anthony Davidson |     |     |     |     |     |     |     |     |     |     |     |     | Ret | Ret |     |     |     | 2      | 9º      |  |
| 2002 | PS02    | Asiatech AT02 V10 | M     | 23 | Mark Webber      | 5   | Ret | 11  | 11  | DNS | 12  | 11  | 11  | 15  | Ret | 8   | Ret | 16  | Ret | Ret | Ret | 10  | 2      | 9º      |  |